# Bremer Lehrerseminar
Bremer Lehrerseminare gab es in Bremen seit 1810. Die Bremer Lehrerseminare dienten der Ausbildung von Lehrern der Elementarschulen bzw. der Volksschulen.

## Geschichte

### Beginn der Lehrerausbildung

Ehemaliges lutherisches Athenäum bzw. lateinische Domschule, dann Gelehrtenschule bis 1858

Bis ins 19. Jahrhundert hinein wurde der Unterricht an Elementarschulen in der Regel von Pastoren oder nicht weiter ausgebildeten Küstern, Handwerkern oder Absolventen des Paedagogeum bzw. Gymnasium illustre sowie der Domschule erteilt. Der Zustand des Schulwesens war nicht zufriedenstellend.
1810 wurden erstmals an der 1642 gegründeten Domschule am Bremer Dom von den Pastoren 15 Domschüler zu Hilfslehrern ausgebildet.
1821 übernahm die Hansestadt Bremen das Seminar und stellte einen Klassenraum in der Hauptschule bereit. Die Seminaristen erhielten einen zweijährigen Seminarunterricht und waren bereits im Schuldienst praktisch tätig. Der liberale Reformpädagoge Johann Gottlob Wilhelm Steckel leitete das Seminar bis zu seinem Tod im Jahr 1846. Danach stagnierte das Seminar.

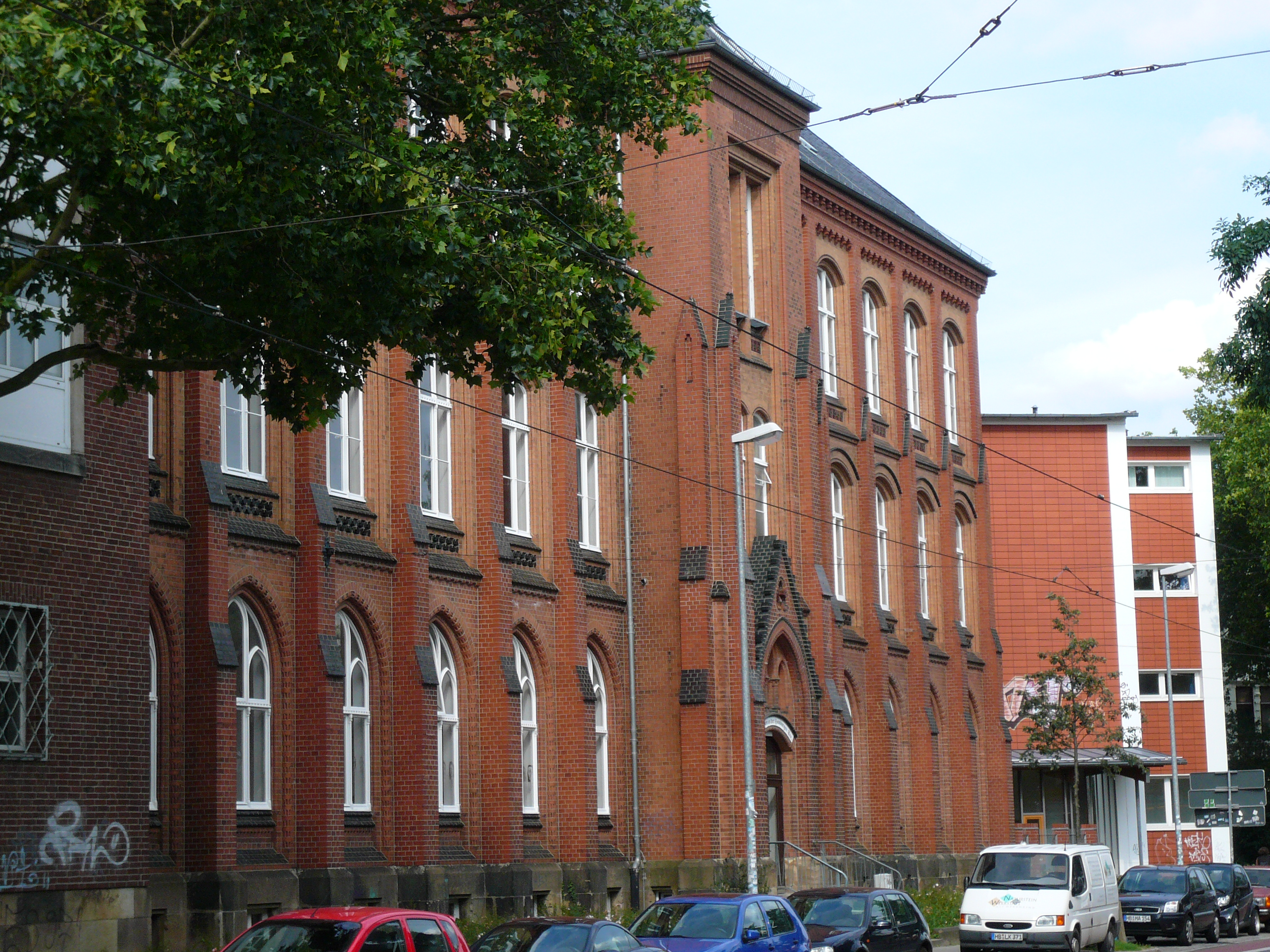
Lehrerseminar in der Schule an der Hamburger Straße

1857 konnte diese Einrichtung im Haus an der Contrescarpe Nr. 147 unter Leitung von August Lüben mit den weiteren Pädagogen Joachim Friedrich Neuling, Carl Gottfried Rottländer und Oscar Schilling einen deutlichen Aufschwung erleben. 1860 zog das Seminar in die Kreftingstraße Nr. 1 im Ostertorsteinviertel um. 1873, nach dem Tod von Lüben, übernahm Dr. Georg Credner als Direktor das Lehrerseminar in Bremen. Er betrieb den weiteren Ausbau des Seminars und vertrat eine Richtung der wissenschaftlichen Pädagogik. Es wurde nun in der Freischule Am Schwarzen Meer eine Übungsschule eingerichtet. Credner betrieb den Neubau für das Lehrerseminar in der Schule an der Hamburger Straße, an deren Einweihung von 1897 er nicht mehr teilnehmen konnte. Durch einen Schlaganfall bedingt musste er 1895 seinen Dienst aufgeben.
Das Seminar an der Hamburger Straße wurde nun von 1896 bis 1918 von dem autoritären Seminardirektor Dr. Otto Uhlhorn geleitet. Er wurde nach dem Ersten Weltkrieg in den Ruhestand versetzt. Bei den erforderlichen Reformen waren Konflikte zwischen aufstrebenden, jungen Reformlehrern und traditionellen Lehrern und Seminarleitern zu verzeichnen.
Prüfung: 1893 wurde das Gesetz betreffend die Lehrerprüfungen erlassen. Die angehenden Lehrer wurden durch eine Kommission geprüft, bestehend aus dem Schulrat als Vorsitzenden und den von der Schuldeputation ernannten Mitgliedern, zumeist Schulvorsteher und bewährte Lehrer.

#### Lehrerinnenseminar

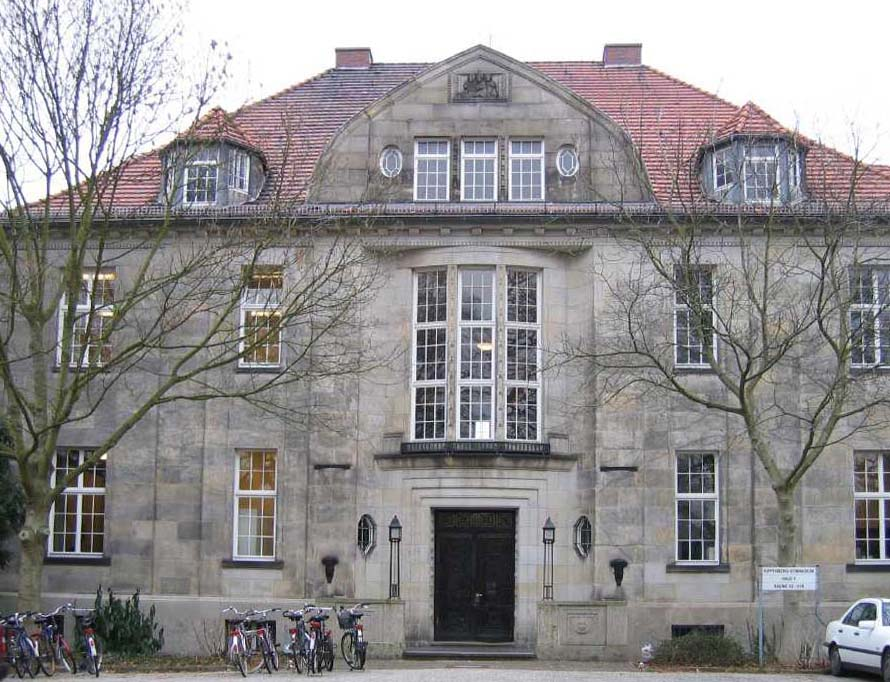
Lehranstalt für erwachsene Töchter und Lehrerinnenseminar, später Kippenberg-Gymnasium; hier das Vietor-Haus

Lehrerinnenseminare war eine Sonderform der Lehrerausbildung. Man unterschied zwischen Seminaren für künftige Volksschullehrerinnen und Seminaren, die auf die Höhere Lehrerinnenprüfung vorbereiteten (Unterricht an Höhere Töchterschulen).
Volksschullehrerinnen wurden in Bremen an den Höheren Mädchen- bzw. Töchterschulen bzw. in den Ober-Lyzeen ausgebildet. Das geschah unter anderem seit 1859 zuerst als privates Lehrerinnenseminar und seit 1868 in der privaten Lehranstalt für erwachsene Töchter und Lehrerinnenseminar von August Kippenberg (1830–1889) und seiner zweiten Frau Johanne Kippenberg (1842–1925).
Auch Ida Janson führte ab 1860 die private Töchter-Bürgerschule in Bremen sowie das angeschlossene Lehrerinnenseminar mit der Pädagogin und Frauenrechtlerin Mathilde Lammers als Vorsteherin.
1912 wurde in der aufgegebenen Schule Birkenstraße bzw. Karlstraße ein staatliches Lehrerinnenseminar eingerichtet. Zum Seminar gehörte auch eine Übungsschule mit acht Klassen.

### Weimarer Republik
Der Seminarbetrieb wurde zur Zeit der Weimarer Republik kräftig reformiert. Die Forderung, auch die Ausbildung der Volksschullehrer ähnlich wie die der Gymnasiallehrer einheitlich im ganzen Reichsgebiet auf universitäres Niveau anzuheben, wurde aus Kostengründen lange nicht realisiert. Für den Beruf des Volksschullehrers wurde bis 1919 kein Abitur vorausgesetzt. In der Weimarer Republik wurde in der Weimarer Verfassung in Artikel 143 festgelegt:
„Für die Bildung der Jugend ist durch öffentliche Anstalten zu sorgen. Bei ihrer Einrichtung wirken Reich, Länder und Gemeinden zusammen. Die Lehrerbildung ist nach den Grundsätzen, die für die höhere Bildung allgemein gelten, für das Reich einheitlich zu regeln. Die Lehrer an öffentlichen Schulen haben die Rechte und Pflichtteil der Staatsbeamten.“
Es entstanden in einzelnen Ländern des Deutschen Reiches Pädagogische Akademien, für die das Abitur Voraussetzung war. Auch in Bremen wurde das Seminar seit 1921 abgebaut. Die Lehrer wurden nun durch ein dreijähriges Studium an einer Universität ausgebildet.
1922 wurde im Gebäude am Standort Gymnasium an der Hamburger Straße deshalb eine Aufbauschule eingerichtet und damit eine seit 1919 erfolgte Diskussion  abgeschlossen. Die Aufbauschule sollte begabte Spätentwickler zum Abitur weiterführen. 1926 wurde das Lehrerseminar an diesem Standort aufgegeben. Die Aufbauschule konnte sich nun weiterentwickeln. Nach 1945 wurde am Standort eine Oberschule bzw. ein Gymnasium eingerichtet.
Das Lehrerinnenseminar an der Karlstraße wurde ebenfalls von 1921 bis 1926 abgebaut. Die Ausbildung an privat betriebene Lehrerinnenausbildung endete ebenfalls. Ersetzt wurde die Ausbildung nun durch ein dreijähriges Studium an den Universitäten.

### Lehrerausbildung danach

#### Vom Lehrerseminar zum Pädagogischen Seminar
Nach der Auflösung der Lehrerseminare fand deren Ausbildung an Universitäten oder Hochschulen außerhalb von Bremen statt. Nach dem Zweiten Weltkrieg mussten Lehrer aus politischen Gründen entlassen werden. Im Krieg waren zudem viele Lehrer gefallen. Es fehlten Lehrer an allen Schulen. Anstelle eines Lehrerseminars wurde ab Dezember 1945 unter Leitung von Klaus Böttcher ein Pädagogisches Seminar in der Schule an der Vegesacker Straße in Bremen-Walle eingerichtet, das bis 1949 bestand. In zwei bis drei Semester wurden Lehrer ausgebildet um den Notstand zu beseitigen.
In Bremerhaven gründete der Bremerhavener Stadtschulrat Walter Zimmermann 1945 das Pädagogische Seminar an der Uhlandschule (Deichstraße), dessen Aufgaben ab 1948 von der Pädagogischen Hochschule Bremen übernommen wurden.

#### Gründung der Pädagogischen Hochschule
Ein provisorisches Pädagogisches Seminar bildete ab Dezember 1945 neue Lehrer in sehr verkürzter Studiendauer aus bis 1947.
Im Sommer 1947 nahm die neu gegründete Pädagogische Hochschule (PH) ihren Betrieb auf mit dem Standort Lange Reihe Nr. 81 in Bremen-Walle. Das Studium dauerte seit 1950 sechs Semestern. Bis 1950 konnte der Aufbau der Pädagogischen Hochschule abgeschlossen werden und Hinrich Wulff übernahm die Leitung. 1966 studierten hier 850 angehende Lehrer. 1960 übernahm Fritz Stemme die Leitung der PH und 1966 Job-Günter Klink. Von 1971 bis 1973 wurde die PH in die Universität Bremen integriert.

#### Weitere Lehrerausbildung
LASL
Das Landesamt für Schulpraxis und Lehrerprüfung (LASL) war seit 1953 zunächst in der Humboldtstraße als Pädagogische Arbeitsstelle für die Fortbildung von Lehrern eingerichtet worden, hieß dann Schulpraktisches Institut und dann LASL. Es wurde zum Grünen Weg verlegt und kam 1998 in das Seminar- und Forschungsgebäude der Universität Bremen.
WIS und LIS
Für die Studienreferendare der höheren Schulen gab es seit Februar 1946 ein Studienseminar in der Schule Helgolander Straße, dann in der Schule Kleine Helle, danach Knochenhauer Straße, dann Pieperstraße (Bremen) und dann Faulenstraße. Seit den 1970er Jahren hieß das Studienseminar Wissenschaftliches Institut für Schulpraxis (WIS) und seit 1998 Landesinstitut für Schule (LIS), das sich Am Weidedamm 20 befindet.
Bremerhaven
1970 wurde das Schulpraktische Institut an der Stormstraße in Bremerhaven-Lehe eröffnet.

Das Landesinstitut für Schule (LIS) in Bremen von 1998 unterhält nunmehr eine Außenstelle Bremerhaven, an der  Deichstraße in Bremerhaven-Mitte.

## Bekannte Lehrer und Absolventen

### Lehrer
- Georg Credner (1825–1899), Schulleiter
- Ida Janson (1847–1923), Schulleiterin
- August Kippenberg (1830–1889), Schulleiter
- Hermann August Kippenberg (1869–1952), Lehrer und Schulleiter
- Johanne Kippenberg (1842–1925), Lehrerin und Schulleiterin
- Mathilde Lammers (1837–1905), Pädagogin und Frauenrechtlerin, Vorsteherin des Lehrerinnenseminars von Ida Janson
- August Lüben, Schulleiter
- Wilhelm Friedrich Riem (1779–1857), Musiklehrer
- Alfred Schmidtmeyer (1882–1937), Oberlehrer für Mathematik
- Johann Gottlob Wilhelm Steckel (1781–1846), Schulleiter

### Absolventen
- Carl Dantz (1884–1967), Schulreformer und Schriftsteller
- Heinrich Eildermann (1879–1955), Lehrer, Autor und Gesellschaftswissenschaftler
- Rudolph Feuß (1862–1945), Pädagoge und Bremer Senator
- Fritz Fuhrken (1894–1943), expressionistischer Maler und Grafiker
- Fritz Gansberg (1871–1950), Schriftsteller, Volksschullehrer und Reformpädagoge
- Paul Goosmann (1906–1992), Pädagoge, Gewerkschafter, Politiker (SPD).
- Hinrich Hormann (1863–1920), Pädagoge, Politiker, Mitglied der Bremer Bürgerschaft und des Deutschen Reichstages
- Christian Hülsmeyer (1881–1957), Erfinder des Radars und Unternehmer
- Christian Luerssen (1843–1916), Lehrer und Botaniker
- Friedrich Nölke (1877–1947), Pädagoge und Astronom
- Friedrich Prüser (1892–1974), Historiker,  Direktor des Staatsarchivs in Bremen
- Dietrich Schäfer (1845–1929), Lehrer und Historiker
- Heinrich Scharrelmann (1871–1940), Schulleiter,  Schriftsteller
- Wilhelm Scharrelmann (1875–1950), Lehrer und Schriftsteller
- Anna Schomburg (1875–1955); Lehrerseminar Ida Janson; Pädagogin und Schulgründerin
- Heinrich Schulz (1872–1932), Wegbereiter der Stenografie
- Carl Steding (1881–1941), Pädagoge und Sportorganisator
- Johannes Trüper (1855–1921), Mitbegründer der Heilpädagogik
- Friedrich Walburg (1890–1967), Pädagoge, Historiker, Oberstudiendirektor
- Johannes Wiegand (1874–1940), Pädagoge und Theaterdirektor
- Hinrich Wulff (1898–1978), Lehrer, Hochschullehrer, Leiter der Pädagogischen Hochschule Bremen